# Atletica leggera ai Giochi della XX Olimpiade
Ai Giochi della XX Olimpiade di Monaco nel 1972 vennero assegnati 38 titoli in gare di atletica leggera, di cui 24 maschili e 14 femminili.
- Durata del programma: dal 31 agosto al 10 settembre
- Nazioni partecipanti: 104[1]
- Numero di atleti iscritti: 1330, di cui 961 uomini e 369 donne[1]
- Sede delle gare: Stadio Olimpico di Monaco di Baviera
- Programma femminile: vengono introdotti 1500 metri e Staffetta 4×400 metri. I 100h sostituiscono gli 80h.
- I tempi sono ufficializzati al centesimo di secondo
- Nell'atletica maschile: 5 nuovi record mondiali, 8 nuovi record olimpici
- Nell'atletica femminile: 9 nuovi record mondiali, 4 nuovi record olimpici

## Partecipazione
A Monaco le squadre nazionali presenti nell'atletica leggera sfondano per la prima volta quota 100: si raggiungono infatti le 104 presenze.

Le squadre più numerose sono quelle dei seguenti Paesi:
- Stati Uniti (95)
- Germania Ovest (87)
- Unione Sovietica (74)
- Gran Bretagna (70)
- Germania Est (62)
- Francia (49)
- Polonia (45)
- Italia (40)
- Ungheria (33)
- Finlandia (32)
- Canada (32)
- Svizzera (28)

- Cecoslovacchia (27)
- Svezia (26)
- Australia (22)
- Kenya (22)
- Giamaica (21)
- Etiopia (20)
- Cuba (19)
- Giappone (19)
- Nigeria (19)
- Bulgaria (18)
- Romania (18)
- Jugoslavia (16)
- Nuova Zelanda (16)

- Austria (15)
- Belgio (15)
- Danimarca (13)
- Norvegia (13)
- Irlanda (13)
- Ghana (13)
- Grecia (12)
- Senegal (12)
- Spagna (11)
- Messico (11)
- Trinidad e Tobago (10)
- Venezuela (10)

I seguenti Paesi, oltre alla Germania Ovest, allestiscono una squadra in tutte e quattro le staffette: Stati Uniti, Gran Bretagna, Finlandia, Polonia e Giamaica.
Sono 14 i Paesi che partecipano per la prima volta nell'atletica leggera:
 Algeria
 Alto Volta (1ª partec. assoluta)
 Arabia Saudita (1ª partec. assoluta)
 Bolivia
 Dahomey (1ª partec. assoluta)
 Cambogia
 Corea del Nord (1ª partec. assoluta)
 Lesotho (1ª partec. assoluta)
 Malawi (1ª partec. assoluta)
 Paraguay
 Siria
 Somalia (1ª partec. assoluta)
 Swaziland (1ª partec. assoluta)
 Togo (1ª partec. assoluta)

## Il punto tecnico
Monaco segna il passaggio definitivo dal cronometraggio manuale al cronometraggio elettrico al centesimo di secondo. Ai giochi è pure in funzione un apparecchio denominato "Startkontrolle", che addebita come partenza falsa ogni uscita dai blocchi che avvenga in meno di 10 centesimi.
Per quanto riguarda l'omologazione dei primati mondiali, la Federazione mondiale (IAAF) stabilisce che la lista dei record manuali verrà aggiornata fino alla fine del 1976. Dal 1º maggio 1977 i primati nelle corse fino ai 400 metri compresi saranno omologati solo se ottenuti con cronometraggio automatico. Quindi nel periodo 1972-1976 conviveranno due liste separate di primati: una per i tempi elettrici, l'altra per i tempi manuali.
La lista dei tempi elettrici comincia con la miglior prestazione ottenuta prima del 1972, e, in molti casi, soprattutto nelle gare veloci, si tratta di prestazioni ottenute ai Giochi di Città del Messico. Di conseguenza, molti record di quei Giochi, dove il cronometraggio ufficiale era quello manuale, compaiono in entrambe le liste dei record, sia in quella dei tempi manuali, sia in quella dei tempi elettrici.
Nelle gare di mezzofondo il quadro di Monaco '72 differisce alquanto da quello di Messico '68. Il ritorno in pianura ridà fiato agli atleti europei e nordamericani, che vincono 11 delle 18 medaglie in palio. Gli africani comunque si difendono bene poiché ne vincono 7.
L'impresa più rimarchevole è stata quella della sovietica Ljudmila Bragina sui 1500 metri, capace di battere il record mondiale in tutti e tre i turni di gara.

## Medagliere
| Posizione | Paese            |    |    |    | Totale |
| --------- | ---------------- | -- | -- | -- | ------ |
| 1         | Unione Sovietica | 9  | 7  | 1  | 17     |
| 2         | Germania Est     | 8  | 7  | 5  | 20     |
| 3         | Stati Uniti      | 6  | 8  | 8  | 22     |
| 4         | Germania Ovest   | 6  | 3  | 2  | 11     |
| 5         | Finlandia        | 3  | 0  | 1  | 4      |
| 6         | Kenya            | 2  | 2  | 2  | 6      |
| 7         | Gran Bretagna    | 1  | 1  | 2  | 4      |
| 8         | Polonia          | 1  | 0  | 2  | 3      |
| 9         | Cecoslovacchia   | 1  | 0  | 1  | 2      |
| 10        | Uganda           | 1  | 0  | 0  | 1      |
| 11        | Bulgaria         | 0  | 2  | 2  | 4      |
| 12        | Australia        | 0  | 2  | 0  | 2      |
| 12        | Belgio           | 0  | 2  | 0  | 2      |
| 12        | Romania          | 0  | 2  | 0  | 2      |
| 15        | Francia          | 0  | 1  | 1  | 2      |
| 16        | Tunisia          | 0  | 1  | 0  | 1      |
| 17        | Cuba             | 0  | 0  | 2  | 2      |
| 17        | Etiopia          | 0  | 0  | 2  | 2      |
| 17        | Italia           | 0  | 0  | 2  | 2      |
| 20        | Austria          | 0  | 0  | 1  | 1      |
| 20        | Brasile          | 0  | 0  | 1  | 1      |
| 20        | Giamaica         | 0  | 0  | 1  | 1      |
| 20        | Nuova Zelanda    | 0  | 0  | 1  | 1      |
| 20        | Svezia           | 0  | 0  | 1  | 1      |
| Totale    | Totale           | 38 | 38 | 38 | 114    |

## Fonte
Elio Trifari (a cura di): Olimpiadi. La storia dello sport da Atene a Los Angeles. Rizzoli, Milano, 1984. Vol. III.